# Nesvík

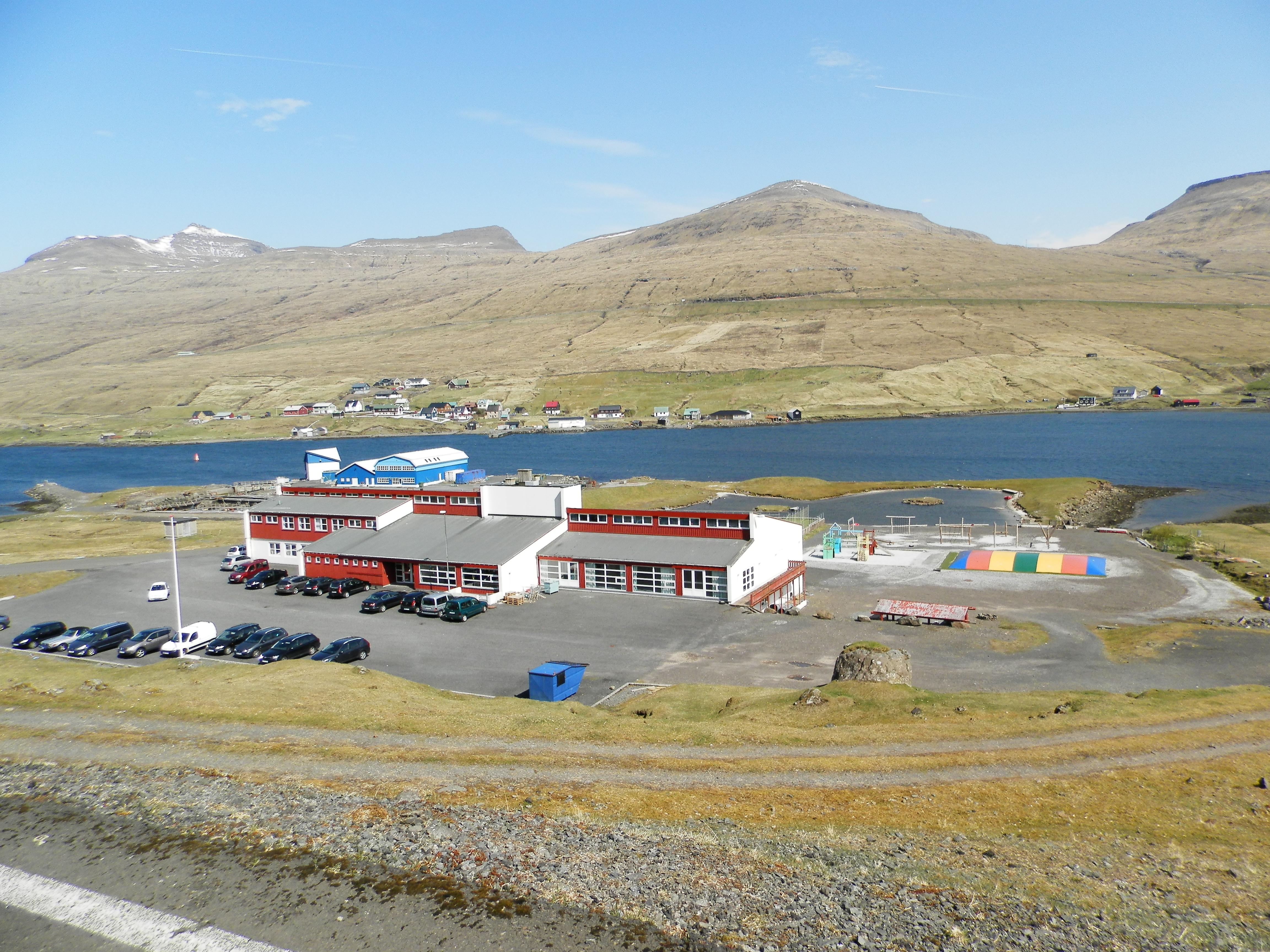
Kongress- und Fortbildungszentrum Leguhúsið í Nesvík

Nesvík [ˈneːsvʊik] ist ein Ort auf den Färöern auf der Hauptinsel Streymoy an der Brücke zur Insel Eysturoy.
Der Ort war bis 2004 ein Teil der ehemaligen Gemeinde Hvalvík und gehört seit 2005 wie Hvalvík zur Sunda kommuna. Im Ort befinden sich ein Zentrum der Inneren Mission und das Kongress- und Fortbildungszentrum Leguhusið í Nesvík.